# Torneo Apertura 2014 Liga de Ascenso
El Torneo Apertura 2014 del Ascenso MX fue el 39° torneo de la Liga de Ascenso de México. Contó con la participación de 14 equipos. Al término del torneo Clausura 2015 no hubo descenso a la Segunda División, y en cada jornada participaron todos los equipos. El campeón de este torneo, Necaxa, se enfrentó al campeón del Torneo Clausura 2015 en la final por el ascenso.

## Cambios
- Atlante descendió de la  Liga MX.

- Leones Negros ascendió a la  Liga MX.

- Zacatepec descendió pero permaneció en el Ascenso al comprar la franquicia de Cruz Azul Hidalgo.

- Estudiantes Tecos se convirtió en los Mineros de Zacatecas y trasladó su franquicia a Zacatecas, Zacatecas.

- Galeana trasladó su franquicia a Irapuato, Guanajuato y fue renombrada como Irapuato. Esto debido a sus problemas económicos.

- Delfines fue desafiliado debido a problemas en su directiva.

- Atlético Coatzacoalcos ascendió deportivamente. Sin embargo, no pudo cumplir con los requerimientos de la liga por lo que fue rechazado. En su lugar, fue admitido  Coras de Tepic como el equipo ascendido.

 En negritas se encuentran resaltados los clubes recién llegados a la Liga de Ascenso Torneo Apertura 2014.

## Sistema de competición
El sistema de calificación de este torneo se desarrolla en dos fases:
- Fase de calificación: que se integra por las 13 jornadas del torneo.
- Fase final: que se integra por los partidos de ida y vuelta en rondas de cuartos de final, de semifinal y final.

### Fase de calificación
En la fase de calificación participan los 14 clubes de la Liga de Ascenso de México jugando todos contra todos durante las 13 jornadas respectivas, a un solo partido. Se obtienen 3 puntos por juego ganado, y 1 por juego empatado.
El orden de los clubes al final de la fase de calificación del torneo corresponde a la suma de los puntos obtenidos por cada uno de ellos y se presenta en forma descendente. Si al finalizar las 13 jornadas del torneo, dos o más clubes empatan en puntos, su posición en la tabla general sería determinada atendiendo a los siguientes criterios de desempate:
1. Mejor diferencia entre los goles anotados y recibidos.
2. Mayor número de goles anotados.
3. Marcadores particulares entre los clubes empatados.
4. Mayor número de goles anotados como visitante.
5. Sorteo.

### Fase final
Los siete primeros equipos de la tabla general son los calificados para la fase final del torneo. Los partidos correspondientes a la fase final se desarrollan a visita recíproca y los equipos mejor ubicados recibieron el partido de vuelta, en las siguientes etapas:
- Cuartos de final
- Semifinales
- Final

En esta fase, en caso de empate en el marcador global (resultado de los partidos de ida y de vuelta), el primer criterio para desempatar será el gol de visitante, es decir, el equipo que haya anotado más goles como visitante sería el que avance a la siguiente fase. El segundo criterio de desempate es la posición en la tabla, es decir, en caso de empate global y que no haya diferencia alguna en los goles de visitante, el equipo mejor ubicado en la tabla general de la fase de calificación sería el que avanzara a la siguiente fase. En la final, en caso de empate en el marcador global, se añadirían dos periodos de 15 minutos y, en caso de mantenerse la igualdad, se procedería a los tiros penales.

## Equipos por Entidad Federativa
Para esta temporada 2014-15 se contará con 14 equipos, las entidades federativas de la República Mexicana con más equipos profesionales en la Liga de Ascenso serán Guanajuato y Tamaulipas con dos equipos.
| Atlante Dorados Altamira Correcaminos Celaya Irapuato Necaxa San Luis Mérida Lobos BUAP Oaxaca Zacatepec Tepic Zacatecas |

| Entidad federativa | N.º | Equipos                 |
| ------------------ | --- | ----------------------- |
| Guanajuato         | 2   | Celaya e Irapuato       |
| Tamaulipas         | 2   | Correcaminos y Altamira |
| Morelos            | 1   | Zacatepec               |
| Sinaloa            | 1   | Dorados                 |
| Aguascalientes     | 1   | Necaxa                  |
| Oaxaca             | 1   | Oaxaca                  |
| Puebla             | 1   | Lobos BUAP              |
| San Luis Potosí    | 1   | Atlético San Luis       |
| Yucatán            | 1   | Mérida                  |
| Quintana Roo       | 1   | Atlante                 |
| Nayarit            | 1   | Tepic                   |
| Zacatecas          | 1   | Zacatecas               |

## Información de los equipos

### Ascenso y descenso
| Pos | del Ascenso MX |
| --- | -------------- |
| 11º | Zacatepec *    |

| Pos        | de la Liga Premier de Ascenso |
| ---------- | ----------------------------- |
| Ascendidos | Atlético Coatzacoalcos        |

| Pos | a la Liga Bancomer MX      |
| --- | -------------------------- |
| 4º  | Universidad de Guadalajara |

| Pos | al Ascenso MX |
| --- | ------------- |
| 17º | Atlante       |

### Cambios de sede
- Ballenas Galeana cambia de nombre y sede por problemas con el gobierno a Irapuato.
- Estudiantes Tecos cambia de nombre y sede a Zacatecas.
- Cruz Azul Hidalgo es vendido a empresarios de Zacatepec, mudando al equipo a esta ciudad, por lo que los cañeros se mantendrán en el Ascenso.
- Delfines es desafiliado por problemas en su directiva.
- A pesar de haber ganado su ascenso deportivamente, a Atlético Coatzacoalcos no fue permitido competir en la división de plata por no cubrir los requerimientos de la liga.
- Deportivo Tepic es admitido por la liga para formar parte del ascenso.

| Club                                       | Sede                             | Entrenador                    | Estadio                      | Capacidad | Marca        | Canal TV     |
| ------------------------------------------ | -------------------------------- | ----------------------------- | ---------------------------- | --------- | ------------ | ------------ |
| Altamira                                   | Altamira, Tamaulipas             | Sergio Orduña                 | Altamira                     | 13 500    | Lotto        | SKY          |
| Atlante                                    | Cancún, Quintana Roo             | Gastón Obledo Gabriel Pereyra | Olímpico Andrés Quintana Roo | 20 000    | Kappa        | UTDN         |
| Atlético San Luis                          | San Luis Potosí, San Luis Potosí | Flavio Davino                 | Alfonso Lastras Ramírez      | 30 000    | Tenis Charly | SKY          |
| Celaya                                     | Celaya, Guanajuato               | Jorge Humberto Torres         | Miguel Alemán Valdés         | 32 300    | Keuka        | TVC Deportes |
| Archivo:Correcaminos UAT.png Correcaminos  | Ciudad Victoria, Tamaulipas      | Omar Arellano                 | Marte R. Gómez               | 18 000    | Atletica     | SKY          |
| Dorados                                    | Culiacán, Sinaloa                | Diego Torres                  | Banorte                      | 23 000    | Silver Sport | UTDN         |
| Irapuato                                   | Irapuato Guanajuato              | Roberto Sandoval              | Sergio León Chávez           | 35 000    | Keuka        | UTDN         |
| Lobos BUAP                                 | Puebla, Puebla                   | Ricardo Valiño                | Olímpico de la BUAP          | 21 750    | Keuka        | UTDN         |
| Mérida                                     | Mérida, Yucatán                  | Juan Carlos Chávez            | Carlos Iturralde Rivero      | 21 054    | Lotto        | SKY          |
| Necaxa                                     | Aguascalientes, Aguascalientes   | Miguel de Jesús Fuentes       | Victoria                     | 25 494    | Umbro        | SKY          |
| Oaxaca                                     | Oaxaca, Oaxaca                   | Ricardo Rayas                 | Benito Juárez                | 12 500    | Lotto        | UTDN         |
| Tepic                                      | Tepic, Nayarit                   | Joel Sánchez                  | Arena Cora                   | 12 945    | Romed        | TVC Deportes |
| Zacatecas                                  | Zacatecas, Zacatecas             | Pablo Marini                  | Francisco Villa              | 18 000    | Pirma        | ESPN 2       |
| Zacatepec                                  | Zacatepec, Morelos               | Ignacio Rodríguez             | Agustín Coruco Díaz          | 24 443    | Silver Sport | UTDN         |
| Datos actualizados al 31 de marzo de 2014. |                                  |                               |                              |           |              |              |

### Cambios de entrenadores
| Equipo                 | Entrenador (jornadas)                                                                                                  |
| ---------------------- | --- |
| Correcaminos de la UAT | Omar Arellano (1-7) Álex Aguinaga (8-13)                                                                               |
| Club Celaya            | Jorge Humberto Torres (1-7) José Manuel Martínez* (8-10) Agustín López Padilla Barrera* (11-12) Ignacio Martínez* (13) |
| Dorados de Sinaloa     | Diego Torres (1-7) Eduardo Fentanes (8-13)                                                                             |

.* Interino
- Nota: Originalmente Milton Antonio Nunes "Zico" iba a ser el técnico de Celaya a partir de la fecha 10, pero no pudo ser registrado, por lo que se repartió la dirección técnica entre 3 interinos.

## Torneo Regular
- Los horarios son correspondientes al Tiempo del Centro de México (UTC-6 y UTC-5 en horario de verano).[1]

| Lobos BUAP                                | 2 - 1 | Atlético San Luis | Olímpico de la BUAP | 18 de julio | 17:00 | Univision TDN |
| Archivo:Correcaminos UAT.png Correcaminos | 0 - 0 | Zacatecas         | Marte R. Gómez      | 18 de julio | 20:30 | Univision TDN |
| Tepic                                     | 1 - 0 | Zacatepec         | Arena Cora          | 18 de julio | 21:30 | TVC Deportes  |
| Necaxa                                    | 4 - 3 | Celaya            | Victoria            | 19 de julio | 16:00 | SKY           |
| Altamira                                  | 3 - 0 | Mérida            | Altamira            | 19 de julio | 18:00 | SKY           |
| Oaxaca                                    | 2 - 1 | Irapuato          | Benito Juárez       | 19 de julio | 19:00 | Univision TDN |
| Dorados                                   | 1 - 1 | Atlante           | Banorte             | 19 de julio | 20:00 | UTDN          |

| Atlante           | 2 - 1 (enlace roto disponible en Internet Archive; véase el historial, la primera versión y la última). | Altamira                                  | Andrés Quintana Roo     | 25 de julio | 19:00 | Univision TDN |
| Zacatecas         | 2 - 0 (enlace roto disponible en Internet Archive; véase el historial, la primera versión y la última). | Necaxa                                    | Francisco Villa         | 25 de julio | 19:30 | ESPN 2        |
| Mérida            | 4 - 2 (enlace roto disponible en Internet Archive; véase el historial, la primera versión y la última). | Oaxaca                                    | Carlos Iturralde Rivero | 26 de julio | 18:00 | SKY           |
| Zacatepec         | 1 - 1 (enlace roto disponible en Internet Archive; véase el historial, la primera versión y la última). | Archivo:Correcaminos UAT.png Correcaminos | Agustín Coruco Díaz     | 26 de julio | 18:00 | TVC Deportes  |
| Atlético San Luis | 4 - 0 (enlace roto disponible en Internet Archive; véase el historial, la primera versión y la última). | Dorados                                   | Alfonso Lastras Ramírez | 26 de julio | 19:00 | SKY           |
| Irapuato          | 0 - 0 (enlace roto disponible en Internet Archive; véase el historial, la primera versión y la última). | Tepic                                     | Sergio León Chávez      | 26 de julio | 19:00 | Univision TDN |
| Celaya            | 0 - 2 (enlace roto disponible en Internet Archive; véase el historial, la primera versión y la última). | Lobos BUAP                                | Miguel Alemán Valdés    | 26 de julio | 20:00 | SKY           |

| Lobos BUAP | 0 - 1 | Zacatecas                                 | Olímpico de la BUAP | 1 de agosto | 17:00 | Univision TDN |
| Tepic      | 2 - 1 | Archivo:Correcaminos UAT.png Correcaminos | Arena Cora          | 1 de agosto | 21:30 | TVC Deportes  |
| Necaxa     | 2 - 0 | Zacatepec                                 | Victoria            | 2 de agosto | 16:00 | SKY           |
| Altamira   | 1 - 0 | Atlético San Luis                         | Altamira            | 2 de agosto | 18:00 | SKY           |
| Oaxaca     | 4 - 2 | Atlante                                   | Benito Juárez       | 2 de agosto | 19:00 | Univision TDN |
| Irapuato   | 1 - 0 | Mérida                                    | Sergio León Chávez  | 2 de agosto | 19:00 | SKY           |
| Dorados    | 2 - 2 | Celaya                                    | Banorte             | 2 de agosto | 20:00 | SKY           |

| Atlante                                   | 2-1 | Irapuato   | Olímpico Andrés Quintana Roo | 8 de agosto | 19:00 |  |
| Zacatecas                                 | 1-0 | Dorados    | Francisco Villa              | 8 de agosto | 19:30 |  |
| Archivo:Correcaminos UAT.png Correcaminos | 1-0 | Necaxa     | Marte R. Gómez               | 8 de agosto | 20:30 |  |
| Mérida                                    | 2-3 | Tepic      | Carlos Iturralde Rivero      | 9 de agosto | 18:00 |  |
| Zacatepec                                 | 1-2 | Lobos BUAP | Agustín Coruco Díaz          | 9 de agosto | 18:00 |  |
| Atlético San Luis                         | 2-0 | Oaxaca     | Alfonso Lastras Ramírez      | 9 de agosto | 19:00 |  |
| Celaya                                    | 2-0 | Altamira   | Miguel Alemán Valdés         | 9 de agosto | 20:00 |  |

| Lobos BUAP | 2 - 3 | Archivo:Correcaminos UAT.png Correcaminos | Olímpico de la BUAP     | 15 de agosto | 17:00 |  |
| Tepic      | 2 - 1 | Necaxa                                    | Arena Cora              | 15 de agosto | 21:30 |  |
| Altamira   | 3 - 1 | Zacatecas                                 | Altamira                | 16 de agosto | 18:00 |  |
| Mérida     | 2 - 4 | Atlante                                   | Carlos Iturralde Rivero | 16 de agosto | 18:00 |  |
| Oaxaca     | 1 - 1 | Celaya                                    | Benito Juárez           | 16 de agosto | 19:00 |  |
| Irapuato   | 0 - 0 | Atlético San Luis                         | Sergio León Chávez      | 16 de agosto | 19:00 |  |
| Dorados    | 4 - 3 | Zacatepec                                 | Banorte                 | 16 de agosto | 20:00 |  |

| Atlante                                   | 1 - 2 | Tepic      | Olímpico Andrés Quintana Roo | 22 de agosto | 19:00 |  |
| Zacatecas                                 | 2 - 2 | Oaxaca     | Francisco Villa              | 22 de agosto | 19:30 |  |
| Archivo:Correcaminos UAT.png Correcaminos | 2 - 2 | Dorados    | Marte R. Gómez               | 22 de agosto | 20:30 |  |
| Necaxa                                    | 1 - 0 | Lobos BUAP | Victoria                     | 23 de agosto | 16:00 |  |
| Zacatepec                                 | 2 - 1 | Altamira   | Agustín Coruco Díaz          | 23 de agosto | 18:00 |  |
| Atlético San Luis                         | 2 - 1 | Mérida     | Alfonso Lastras Ramírez      | 23 de agosto | 19:00 |  |
| Celaya                                    | 0 - 1 | Irapuato   | Miguel Alemán Valdés         | 23 de agosto | 20:00 |  |

| Atlante  | 1 - 1 | Atlético San Luis                         | Olímpico Andrés Quintana Roo | 29 de agosto | 19:00 |  |
| Tepic    | 0 - 0 | Lobos BUAP                                | Arena Cora                   | 29 de agosto | 21:30 |  |
| Altamira | 1 - 0 | Archivo:Correcaminos UAT.png Correcaminos | Altamira                     | 30 de agosto | 18:00 |  |
| Mérida   | 3 - 0 | Celaya                                    | Carlos Iturralde Rivero      | 30 de agosto | 18:00 |  |
| Oaxaca   | 1 - 1 | Zacatepec                                 | Benito Juárez                | 30 de agosto | 19:00 |  |
| Irapuato | 2 - 4 | Zacatecas                                 | Sergio León Chávez           | 30 de agosto | 19:00 |  |
| Dorados  | 0 - 1 | Necaxa                                    | Banorte                      | 30 de agosto | 20:00 |  |

| Lobos BUAP                                | 3 - 0 | Dorados  | Olímpico de la BUAP     | 12 de septiembre | 17:00 |  |
| Zacatecas                                 | 0 - 0 | Mérida   | Francisco Villa         | 12 de septiembre | 19:30 |  |
| Archivo:Correcaminos UAT.png Correcaminos | 1 - 0 | Oaxaca   | Marte R. Gómez          | 12 de septiembre | 20:30 |  |
| Necaxa                                    | 1 - 2 | Altamira | Victoria                | 13 de septiembre | 16:00 |  |
| Zacatepec                                 | 3 - 0 | Irapuato | Agustín Coruco Díaz     | 13 de septiembre | 18:00 |  |
| Atlético San Luis                         | 1 - 3 | Tepic    | Alfonso Lastras Ramírez | 13 de septiembre | 19:00 |  |
| Celaya                                    | 2 - 2 | Atlante  | Miguel Alemán Valdés    | 13 de septiembre | 20:00 |  |

| Atlante           | 1 - 1 | Zacatecas                                 | Olímpico Andrés Quintana Roo | 19 de septiembre | 19:00 |  |
| Tepic             | 1 - 2 | Dorados                                   | Arena Cora                   | 19 de septiembre | 21:30 |  |
| Altamira          | 0 - 2 | Lobos BUAP                                | Altamira                     | 20 de septiembre | 18:00 |  |
| Mérida            | 0 - 1 | Zacatepec                                 | Carlos Iturralde Rivero      | 20 de septiembre | 18:00 |  |
| Atlético San Luis | 4 - 1 | Celaya                                    | Alfonso Lastras Ramírez      | 20 de septiembre | 19:00 |  |
| Oaxaca            | 1 - 1 | Necaxa                                    | Benito Juárez                | 20 de septiembre | 19:00 |  |
| Irapuato          | 0 - 1 | Archivo:Correcaminos UAT.png Correcaminos | Sergio León Chávez           | 20 de septiembre | 19:00 |  |

| Lobos BUAP                                | 1 - 2 | Oaxaca            | Olímpico de la BUAP  | 26 de septiembre | 17:00 |  |
| Zacatecas                                 | 2 - 1 | Atlético San Luis | Francisco Villa      | 26 de septiembre | 19:30 |  |
| Archivo:Correcaminos UAT.png Correcaminos | 2 - 1 | Mérida            | Marte R. Gómez       | 26 de septiembre | 20:30 |  |
| Necaxa                                    | 3 - 0 | Irapuato          | Victoria             | 27 de septiembre | 16:00 |  |
| Zacatepec                                 | 1 - 1 | Atlante           | Agustín Coruco Díaz  | 27 de septiembre | 18:00 |  |
| Celaya                                    | 1 - 3 | Tepic             | Miguel Alemán Valdés | 27 de septiembre | 20:00 |  |
| Dorados                                   | 1 - 0 | Altamira          | Banorte              | 27 de septiembre | 20:00 |  |

| Atlante           | 2 - 1 | Archivo:Correcaminos UAT.png Correcaminos | Olímpico Andrés Quintana Roo | 3 de octubre | 19:00 | Univision TDN                  |
| Tepic             | 1 - 0 | Altamira                                  | Arena Cora                   | 3 de octubre | 21:30 | TVC Deportes                   |
| Mérida            | 2 - 2 | Necaxa                                    | Carlos Iturralde Rivero      | 4 de octubre | 18:00 | SKY                            |
| Atlético San Luis | 1 - 0 | Zacatepec                                 | Alfonso Lastras Ramírez      | 4 de octubre | 19:00 | SKY                            |
| Oaxaca            | 2 - 2 | Dorados                                   | Benito Juárez                | 4 de octubre | 19:00 | Univision TDN                  |
| Irapuato          | 2 - 2 | Lobos BUAP                                | Sergio León Chávez           | 4 de octubre | 19:00 | Univision TDN (22:30) Diferido |
| Celaya            | 0 - 1 | Zacatecas                                 | Miguel Alemán Valdés         | 4 de octubre | 20:00 | SKY                            |

| Lobos BUAP                                | 3 - 1 | Mérida            | Olímpico de la BUAP | 17 de octubre | 17:00 | Univision TDN                  |
| Archivo:Correcaminos UAT.png Correcaminos | 1 - 0 | Atlético San Luis | Marte R. Gómez      | 17 de octubre | 20:30 | SKY                            |
| Tepic                                     | 0 - 1 | Zacatecas         | Arena Cora          | 17 de octubre | 21:30 | TVC Deportes                   |
| Necaxa                                    | 0 - 0 | Atlante           | Victoria            | 18 de octubre | 16:00 | SKY                            |
| Altamira                                  | 2 - 1 | Oaxaca            | Altamira            | 18 de octubre | 18:00 | SKY                            |
| Zacatepec                                 | 1 - 0 | Celaya            | Agustín Coruco Díaz | 18 de octubre | 18:00 | Univision TDN                  |
| Dorados                                   | 0 - 1 | Irapuato          | Banorte             | 18 de octubre | 20:00 | Univision TDN (Diferido 22:30) |

| Atlante           | 1 - 0 | Lobos BUAP                                | Olímpico Andrés Quintana Roo | 25 de octubre | 19:00 | Univision TDN                  |
| Zacatecas         | 1 - 2 | Zacatepec                                 | Francisco Villa              | 25 de octubre | 19:30 | ESPN 2                         |
| Mérida            | 1 - 1 | Dorados                                   | Carlos Iturralde Rivero      | 26 de octubre | 18:00 | SKY                            |
| Atlético San Luis | 0 - 1 | Necaxa                                    | Alfonso Lastras Ramírez      | 26 de octubre | 19:00 | SKY                            |
| Oaxaca            | 1 - 1 | Tepic                                     | Benito Juárez                | 26 de octubre | 19:00 | Univision TDN                  |
| Irapuato          | 0 - 1 | Altamira                                  | Sergio León Chávez           | 26 de octubre | 19:00 | Univision TDN (22:30) Diferido |
| Celaya            | 0 - 1 | Archivo:Correcaminos UAT.png Correcaminos | Miguel Alemán Valdés         | 26 de octubre | 20:00 | SKY                            |

| Clasificados a la Liguilla |

## Tabla general
| Pos. | Equipo            | Pts. | PJ | G | E | P | GF | GC | Dif. | Clasificación                   |
| ---- | ----------------- | ---- | -- | - | - | - | -- | -- | ---- | ------------------------------- |
| 1    | Coras             | 27   | 13 | 8 | 3 | 2 | 19 | 11 | +8   | Semifinales de la liguilla      |
| 2    | Zacatecas         | 25   | 13 | 7 | 4 | 2 | 17 | 11 | +6   | Cuartos de final de la liguilla |
| 3    | Correcaminos UAT  | 24   | 13 | 7 | 3 | 3 | 15 | 11 | +4   | Cuartos de final de la liguilla |
| 4    | Necaxa (C)        | 21   | 13 | 6 | 3 | 4 | 17 | 13 | +4   | Cuartos de final de la liguilla |
| 5    | Atlante           | 21   | 13 | 5 | 6 | 2 | 20 | 17 | +3   | Cuartos de final de la liguilla |
| 6    | Altamira          | 21   | 13 | 7 | 0 | 6 | 15 | 13 | +2   | Cuartos de final de la liguilla |
| 7    | Lobos BUAP        | 20   | 13 | 6 | 2 | 5 | 19 | 13 | +6   | Cuartos de final de la liguilla |
| 8    | Zacatepec         | 18   | 13 | 5 | 3 | 5 | 16 | 15 | +1   |                                 |
| 9    | Atlético San Luis | 17   | 13 | 5 | 2 | 6 | 17 | 13 | +4   |                                 |
| 10   | Oaxaca            | 15   | 13 | 3 | 6 | 4 | 19 | 21 | −2   |                                 |
| 11   | Dorados           | 14   | 13 | 3 | 5 | 5 | 15 | 22 | −7   |                                 |
| 12   | Irapuato          | 12   | 13 | 3 | 3 | 7 | 9  | 18 | −9   |                                 |
| 13   | Mérida            | 9    | 13 | 2 | 3 | 8 | 17 | 24 | −7   |                                 |
| 14   | Celaya            | 6    | 13 | 1 | 3 | 9 | 12 | 25 | −13  |                                 |

 Fuente: [cita requerida]

## Evolución de la Clasificación
| Equipo / Jornada                          | 01 | 02 | 03 | 04 | 05 | 06 | 07 | 08 | 09 | 10 | 11 | 12 | 13 |
| ----------------------------------------- | -- | -- | -- | -- | -- | -- | -- | -- | -- | -- | -- | -- | -- |
| Tepic                                     | 5  | 4  | 2  | 2  | 1  | 1  | 1  | 1  | 1  | 1  | 1  | 1  | 1  |
| Zacatecas                                 | 9  | 2  | 1  | 1  | 3  | 2  | 2  | 3  | 3  | 2  | 2  | 2  | 2  |
| Archivo:Correcaminos UAT.png Correcaminos | 8  | 10 | 11 | 9  | 6  | 6  | 8  | 6  | 5  | 3  | 3  | 3  | 3  |
| Necaxa                                    | 2  | 7  | 6  | 7  | 9  | 8  | 4  | 7  | 8  | 5  | 6  | 5  | 4  |
| Atlante                                   | 7  | 3  | 8  | 4  | 2  | 4  | 6  | 5  | 7  | 8  | 7  | 6  | 5  |
| Altamira                                  | 1  | 6  | 3  | 6  | 4  | 5  | 3  | 2  | 4  | 6  | 8  | 7  | 6  |
| Lobos BUAP                                | 3  | 1  | 4  | 3  | 5  | 6  | 7  | 4  | 2  | 5  | 5  | 4  | 7  |
| Zacatepec                                 | 13 | 11 | 14 | 14 | 14 | 13 | 13 | 10 | 9  | 10 | 11 | 9  | 8  |
| Atlético San Luis                         | 11 | 5  | 9  | 5  | 7  | 3  | 5  | 8  | 6  | 7  | 4  | 8  | 9  |
| Oaxaca                                    | 4  | 9  | 5  | 8  | 8  | 10 | 9  | 9  | 10 | 9  | 9  | 10 | 10 |
| Dorados                                   | 6  | 13 | 12 | 13 | 12 | 11 | 12 | 14 | 11 | 11 | 10 | 11 | 11 |
| Irapuato                                  | 12 | 12 | 8  | 11 | 11 | 9  | 10 | 11 | 12 | 12 | 12 | 12 | 12 |
| Mérida                                    | 14 | 8  | 10 | 12 | 13 | 14 | 11 | 12 | 13 | 13 | 13 | 13 | 13 |
| Celaya                                    | 10 | 14 | 13 | 10 | 10 | 12 | 14 | 13 | 14 | 14 | 14 | 14 | 14 |

## Tabla de Cocientes
| Posición | Equipo                                    | A12 | C13 | A13 | C14 | A14 | Puntos | Juegos | Cociente |
| -------- | ----------------------------------------- | --- | --- | --- | --- | --- | ------ | ------ | -------- |
| 1        | Tepic                                     | -   | -   | -   | -   | 27  | 27     | 13     | 2.0769   |
| 2        | Necaxa                                    | 31  | 21  | 25  | 22  | 21  | 120    | 69     | 1.7391   |
| 3        | Archivo:Correcaminos UAT.png Correcaminos | 18  | 26  | 22  | 29  | 24  | 119    | 69     | 1.7246   |
| 4        | Atlante                                   | -   | -   | -   | -   | 21  | 21     | 13     | 1.6154   |
| 5        | Zacatecas                                 | 23  | 19  | 16  | 24  | 25  | 107    | 69     | 1.5507   |
| 6        | Lobos BUAP                                | 23  | 25  | 17  | 19  | 20  | 104    | 69     | 1.5072   |
| 7        | Oaxaca                                    | -   | -   | 25  | 21  | 15  | 61     | 41     | 1.4878   |
| 8        | Atlético San Luis                         | 14  | 25  | 22  | 15  | 17  | 93     | 69     | 1.3478   |
| 9        | Dorados                                   | 22  | 19  | 18  | 19  | 14  | 92     | 69     | 1.3333   |
| 10       | Mérida                                    | 23  | 13  | 23  | 18  | 9   | 86     | 69     | 1.2464   |
| 11       | Altamira                                  | 14  | 18  | 18  | 12  | 21  | 83     | 69     | 1.2029   |
| 12       | Zacatepec                                 | 17  | 12  | 17  | 18  | 18  | 82     | 69     | 1.1884   |
| 13       | Celaya                                    | 16  | 20  | 14  | 14  | 6   | 70     | 69     | 1.0145   |
| 14       | Irapuato                                  | -   | -   | 13  | 15  | 12  | 40     | 41     | 0.9756   |

- Para esta temporada, de Apertura 2014 y Clausura 2015, no habrá descenso.

## Estadísticas

### Máximos goleadores
Lista con los máximos goleadores del Ascenso MX, * Datos según la página oficial de la competición.
| Pos. | Jugador                | Equipo               | Goles | Goles Penal | Frecuencia |
| ---- | ---------------------- | -------------------- | ----- | ----------- | ---------- |
| 1.º  | Giancarlo Maldonado    | Atlante FC           | 10    | 0           | 107.11     |
| 1.º  | Diego Rafael Jiménez   | Lobos BUAP           | 10    | 0           | 100.90     |
| 3.º  | Patricio Barroche      | Club Celaya          | 8     | 0           | 123.00     |
| 4.º  | Luis Menes             | Zacatepec            | 5     | 0           | 167.50     |
| 4.º  | Eder Pacheco           | Coras de Tepic       | 5     | 0           | 196.60     |
| 4.º  | Víctor Aquino          | Altamira FC          | 5     | 0           | 164.50     |
| 4.º  | Diego Calderón Caicedo | Oaxaca               | 5     | 0           | 156.80     |
| 4.º  | Danny Santoya          | Oaxaca               | 5     | 0           | 176.20     |
| 4.º  | Juan Ezequiel Cuevas   | Mineros de Zacatecas | 5     | 0           | 176.60     |
| 4.º  | Leandro Carrijo Silva  | Atlético San Luis    | 5     | 0           | 177.60     |

### Clasificación Juego Limpio
| Lugar                                | Club                                      | Tarjeta amarilla | Segunda tarjeta amarilla y expulsión · Segunda tarjeta amarilla y expulsión | Tarjeta roja directa | Puntos   |
| ------------------------------------ | ----------------------------------------- | ---------------- | --------------------------------------------------------------------------- | -------------------- | -------- |
| 1                                    | Tepic                                     | 24               | 0                                                                           | 0                    | 24       |
| 2                                    | Lobos BUAP                                | 23               | 0                                                                           | 1                    | 26       |
| 3                                    | Atlante                                   | 21               | 0                                                                           | 2                    | 27       |
| 4                                    | Necaxa                                    | 27               | 0                                                                           | 1                    | 30       |
| 5                                    | Archivo:Correcaminos UAT.png Correcaminos | 28               | 0                                                                           | 1                    | 31       |
| 6                                    | Mérida                                    | 23               | 1                                                                           | 2                    | 32       |
| 7                                    | Atlético San Luis                         | 27               | 0                                                                           | 2                    | 33       |
| 8                                    | Irapuato                                  | 28               | 1                                                                           | 2                    | 37       |
| 9                                    | Altamira                                  | 33               | 1                                                                           | 1                    | 39       |
| 10                                   | Dorados                                   | 32               | 2                                                                           | 1                    | 41       |
| 11                                   | Zacatepec                                 | 34               | 1                                                                           | 2                    | 43       |
| 12                                   | Zacatecas                                 | 38               | 1                                                                           | 1                    | 44       |
| 13                                   | Celaya                                    | 33               | 1                                                                           | 3                    | 45       |
| 14                                   | Oaxaca                                    | 35               | 2                                                                           | 2                    | 47       |
| Primera Tarjeta Amarilla             | Primera Tarjeta Amarilla                  | 1 punto          | 1 punto                                                                     | 1 punto              | 1 punto  |
| Segunda Tarjeta Amarilla y Expulsión | Segunda Tarjeta Amarilla y Expulsión      | 3 puntos         | 3 puntos                                                                    | 3 puntos             | 3 puntos |
| Tarjeta Roja Directa                 | Tarjeta Roja Directa                      | 3 puntos         | 3 puntos                                                                    | 3 puntos             | 3 puntos |

## Liguilla
|  | Cuartos de final                                                     | Cuartos de final                                                     | Cuartos de final                                                     | Cuartos de final                                                     | Cuartos de final                                                     |   |       | Semifinales                                                              | Semifinales                                                              | Semifinales                                                              | Semifinales                                                              | Semifinales                                                              |  |   | Final                                                         | Final                                                         | Final                                                         | Final                                                         | Final                                                         |  |
|  | 1 y 2 de noviembre de 2014 (ida) 7 y 8 de noviembre de 2014 (vuelta) | 1 y 2 de noviembre de 2014 (ida) 7 y 8 de noviembre de 2014 (vuelta) | 1 y 2 de noviembre de 2014 (ida) 7 y 8 de noviembre de 2014 (vuelta) | 1 y 2 de noviembre de 2014 (ida) 7 y 8 de noviembre de 2014 (vuelta) | 1 y 2 de noviembre de 2014 (ida) 7 y 8 de noviembre de 2014 (vuelta) |   |       | 15 y 16 de noviembre de 2014 (ida) 21 y 22 de noviembre de 2014 (vuelta) | 15 y 16 de noviembre de 2014 (ida) 21 y 22 de noviembre de 2014 (vuelta) | 15 y 16 de noviembre de 2014 (ida) 21 y 22 de noviembre de 2014 (vuelta) | 15 y 16 de noviembre de 2014 (ida) 21 y 22 de noviembre de 2014 (vuelta) | 15 y 16 de noviembre de 2014 (ida) 21 y 22 de noviembre de 2014 (vuelta) |  |   | 29 de noviembre de 2014 (ida) 6 de diciembre de 2014 (vuelta) | 29 de noviembre de 2014 (ida) 6 de diciembre de 2014 (vuelta) | 29 de noviembre de 2014 (ida) 6 de diciembre de 2014 (vuelta) | 29 de noviembre de 2014 (ida) 6 de diciembre de 2014 (vuelta) | 29 de noviembre de 2014 (ida) 6 de diciembre de 2014 (vuelta) |  |
|  |                                                                      |                                                                      |                                                                      |                                                                      |                                                                      |   |       |                                                                          |                                                                          |                                                                          |                                                                          |                                                                          |  |   |                                                               |                                                               |                                                               |                                                               |                                                               |  |
|  |                                                                      |                                                                      |                                                                      |                                                                      |                                                                      |   |       |                                                                          |                                                                          |                                                                          |                                                                          |                                                                          |  |   |                                                               |                                                               |                                                               |                                                               |                                                               |  |
|  |                                                                      |                                                                      |                                                                      |                                                                      |                                                                      |   |       |                                                                          |                                                                          |                                                                          |                                                                          |                                                                          |  |   |                                                               |                                                               |                                                               |                                                               |                                                               |  |
|  |                                                                      |                                                                      |                                                                      |                                                                      |                                                                      |   |       |                                                                          |                                                                          |                                                                          |                                                                          |                                                                          |  |   |                                                               |                                                               |                                                               |                                                               |                                                               |  |
|  |                                                                      |                                                                      |                                                                      |                                                                      |                                                                      |   |       |                                                                          |                                                                          |                                                                          |                                                                          |                                                                          |  |   |                                                               |                                                               |                                                               |                                                               |                                                               |  |
|  |                                                                      | 1                                                                    | Coras                                                                | 2                                                                    | 1                                                                    | 3 |       |                                                                          |                                                                          |                                                                          |                                                                          |                                                                          |  |   |                                                               |                                                               |                                                               |                                                               |                                                               |  |
|  |                                                                      |                                                                      |                                                                      |                                                                      |                                                                      | 3 |       |                                                                          |                                                                          |                                                                          |                                                                          |                                                                          |  |   |                                                               |                                                               |                                                               |                                                               |                                                               |  |
|  |                                                                      |                                                                      | 6                                                                    | Altamira                                                             | 1                                                                    | 1 | 2     |                                                                          |                                                                          |                                                                          |                                                                          |                                                                          |  |   |                                                               |                                                               |                                                               |                                                               |                                                               |  |
|  | 3                                                                    | Correcaminos UAT                                                     | 6                                                                    | Altamira                                                             | 1                                                                    | 1 | 2     | 0                                                                        | 1                                                                        | 1                                                                        |                                                                          |                                                                          |  |   |                                                               |                                                               |                                                               |                                                               |                                                               |  |
|  | 3                                                                    | Correcaminos UAT                                                     |                                                                      |                                                                      |                                                                      |   |       |                                                                          |                                                                          | 1                                                                        |                                                                          |                                                                          |  |   |                                                               |                                                               |                                                               |                                                               |                                                               |  |
|  | 6                                                                    | Altamira                                                             | 0                                                                    | 2                                                                    | 2                                                                    |   |       |                                                                          |                                                                          |                                                                          |                                                                          |                                                                          |  |   |                                                               |                                                               |                                                               |                                                               |                                                               |  |
|  | 6                                                                    | Altamira                                                             | 0                                                                    | 2                                                                    | 2                                                                    |   |       |                                                                          |                                                                          |                                                                          |                                                                          |                                                                          |  | 1 | Coras                                                         | 0                                                             | 4                                                             | 4 (4)                                                         |                                                               |  |
|  |                                                                      |                                                                      |                                                                      |                                                                      |                                                                      |   |       |                                                                          |                                                                          |                                                                          |                                                                          |                                                                          |  | 1 | Coras                                                         | 0                                                             | 4                                                             | 4 (4)                                                         |                                                               |  |
|  |                                                                      |                                                                      | 4                                                                    | Necaxa (p.)                                                          | 0                                                                    | 4 | 4 (5) |                                                                          |                                                                          |                                                                          |                                                                          |                                                                          |  |   |                                                               |                                                               |                                                               |                                                               |                                                               |  |
|  | 2                                                                    | Mineros de Zacatecas                                                 | 4                                                                    | Necaxa (p.)                                                          | 0                                                                    | 4 | 4 (5) | 2                                                                        | 1                                                                        | 3                                                                        |                                                                          |                                                                          |  |   |                                                               |                                                               |                                                               |                                                               |                                                               |  |
|  | 2                                                                    | Mineros de Zacatecas                                                 |                                                                      |                                                                      |                                                                      |   |       |                                                                          |                                                                          | 3                                                                        |                                                                          |                                                                          |  |   |                                                               |                                                               |                                                               |                                                               |                                                               |  |
|  | 7                                                                    | Lobos BUAP                                                           | 1                                                                    | 1                                                                    | 2                                                                    |   |       |                                                                          |                                                                          |                                                                          |                                                                          |                                                                          |  |   |                                                               |                                                               |                                                               |                                                               |                                                               |  |
|  | 7                                                                    | Lobos BUAP                                                           | 1                                                                    | 1                                                                    | 2                                                                    |   | 2     | Mineros de Zacatecas                                                     | 0                                                                        | 2                                                                        | 2                                                                        |                                                                          |  |   |                                                               |                                                               |                                                               |                                                               |                                                               |  |
|  |                                                                      |                                                                      |                                                                      |                                                                      |                                                                      |   | 2     | Mineros de Zacatecas                                                     | 0                                                                        | 2                                                                        | 2                                                                        |                                                                          |  |   |                                                               |                                                               |                                                               |                                                               |                                                               |  |
|  |                                                                      |                                                                      | 4                                                                    | Necaxa (v.)                                                          | 1                                                                    | 1 | 2     |                                                                          |                                                                          |                                                                          |                                                                          |                                                                          |  |   |                                                               |                                                               |                                                               |                                                               |                                                               |  |
|  | 4                                                                    | Necaxa                                                               | 4                                                                    | Necaxa (v.)                                                          | 1                                                                    | 1 | 2     | 1                                                                        | 2                                                                        | 3                                                                        |                                                                          |                                                                          |  |   |                                                               |                                                               |                                                               |                                                               |                                                               |  |
|  | 4                                                                    | Necaxa                                                               |                                                                      |                                                                      |                                                                      |   |       |                                                                          |                                                                          | 3                                                                        |                                                                          |                                                                          |  |   |                                                               |                                                               |                                                               |                                                               |                                                               |  |
|  | 5                                                                    | Atlante                                                              | 2                                                                    | 0                                                                    | 2                                                                    |   |       |                                                                          |                                                                          |                                                                          |                                                                          |                                                                          |  |   |                                                               |                                                               |                                                               |                                                               |                                                               |  |
|  | 5                                                                    | Atlante                                                              | 2                                                                    | 0                                                                    | 2                                                                    |   |       |                                                                          |                                                                          |                                                                          |                                                                          |                                                                          |  |   |                                                               |                                                               |                                                               |                                                               |                                                               |  |
|  |                                                                      |                                                                      |                                                                      |                                                                      |                                                                      |   |       |                                                                          |                                                                          |                                                                          |                                                                          |                                                                          |  |   |                                                               |                                                               |                                                               |                                                               |                                                               |  |

- Necaxa, campeón de este torneo, se enfrentó a Dorados, campeón del Clausura 2015, en la Final de Ascenso 2014-15.
- El primer lugar de la tabla general pasa directo a semifinales

## Cuartos de final

### Zacatecas-Lobos BUAP
| 1 de noviembre de 2014, 12:00 | Lobos BUAP             | 1:2     | Zacatecas                               | Estadio Olímpico de la BUAP, Puebla, Puebla |                                  |
|                               | Marvin Piñón 82 penal' | Reporte | Gustavo Ramírez 33' · Rodrigo Iñigo 40' | Árbitro(s): Diego Montaño Robles            | Árbitro(s): Diego Montaño Robles |

| 7 de noviembre de 2014, 19:30  | Zacatecas | 1:1 | Lobos BUAP | Estadio Francisco Villa, Zacatecas, Zacatecas |  |
| Zacatecas avanza a semifinales |           |     |            |                                               |  |

### Correcaminos-Altamira
| 2 de noviembre de 2014, 18:00 | Altamira | 0:0 | Archivo:Correcaminos UAT.png Correcaminos | Estadio Altamira, Altamira, Tamaulipas |  |

| 8 de noviembre de 2014, 20:00 | Archivo:Correcaminos UAT.png Correcaminos | 1:2 | Altamira | Marte R. Gómez, Ciudad Victoria, Tamaulipas |  |
| Altamira avanza a semifinales |                                           |     |          |                                             |  |

### Necaxa-Atlante
| 1 de noviembre de 2014, 19:00 | Atlante                                | 2:1     | Necaxa             | Estadio Olímpico Andrés Quintana Roo, Cancún, Quintana Roo |                                       |
|                               | Narciso Mina 72' · Rodrigo Salinas 82' | Reporte | Carlos Hurtado 57' | Árbitro(s): Jonathan Hernández Juárez                      | Árbitro(s): Jonathan Hernández Juárez |

| 8 de noviembre de 2014, 18:00 | Necaxa | 2:0 | Atlante | Estadio Victoria, Aguascalientes, Aguascalientes |  |
| Necaxa avanza a semifinales   |        |     |         |                                                  |  |

## Semifinales

### Tepic-Altamira
| 16 de noviembre de 2014 17:00 | Altamira | 1 : 2 | Tepic | Estadio Altamira, Altamira, Tamaulipas |  |

| 22 de noviembre de 2014 19:00 | Tepic | 1 : 1 | Altamira | Arena Cora, Tepic, Nayarit |  |
| Tepic avanza a la final       |       |       |          |                            |  |

### Zacatecas-Necaxa
| 15 de noviembre de 2014 18:00 | Necaxa           | 1 : 0 | Zacatecas | Estadio Victoria, Aguascalientes, Aguascalientes |  |
|                               | Carlos Ramos 24' |       |           |                                                  |  |

| 21 de noviembre de 2014 19:30 | Zacatecas | 2 : 1 | Necaxa | Estadio Francisco Villa, Zacatecas, Zacatecas |  |
| Necaxa avanza a la final      |           |       |        |                                               |  |

## Final

### Tepic-Necaxa
| 29 de noviembre de 2014 - 18:00 | Necaxa | 0:0     | Tepic | Estadio Victoria, Aguascalientes, Aguascalientes |                                |
|                                 |        | Reporte |       | Árbitro(s): Fernando Hernández                   | Árbitro(s): Fernando Hernández |

| 6 de diciembre de 2014 - 19:00 HC        | Tepic                                                                              | 4:4 (4:5 p.)               | Necaxa                                                                                | Arena Cora, Tepic, Nayarit                                           |                                                                      |
|                                          | Raúl López Gómez 35' · Adolfo Bautista 39' · Diego Hernández 66' · Jorge Mora 121' | Reporte                    | Luis Padilla 30' · Jonatas Silva 77' · Víctor Lojero 83' · Víctor Lojero 110'         | Asistencia: 11,732 espectadores Árbitro(s): Marco Antonio Ortiz Nava | Asistencia: 11,732 espectadores Árbitro(s): Marco Antonio Ortiz Nava |
|                                          |                                                                                    | Tiros desde el punto penal |                                                                                       |                                                                      |                                                                      |
|                                          | Jorge Mora · Eder Pacheco · Mario Ortíz · César Saldivar · Miguel Basulto          |                            | Jorge Sánchez · Luis Felipe Gallegos · Jonatas Silva · Michael García · Víctor Lojero |                                                                      |                                                                      |
| Necaxa campeón del Torneo Apertura 2014. |                                                                                    |                            |                                                                                       |                                                                      |                                                                      |

#### Final - Ida
| 21    | POR   | Jesús Gallardo          |     |
| 2     | DEF   | Abraham Riestra         |     |
| 12    | DEF   | Carlos Ramos            |     |
| 4     | DEF   | Luis Padilla            |     |
| 22    | DEF   | Edgar Alaffita          | 69' |
| 30    | MED   | Carlos Hurtado          | 62' |
| 11    | MED   | Jesús Isijara           |     |
| 23    | MED   | José Joaquín Martínez   |     |
| 7     | MED   | Michel García           | 79' |
| 15    | MED   | Jorge Sánchez           |     |
| 9     | DEL   | Víctor Lojero           |     |
| D. T. | D. T. | Miguel de Jesús Fuentes |     |

| 23    | POR   | Miguel José Marín   |     |
| 3     | DEF   | César Saldivar      |     |
| 14    | DEF   | Luis Solorio        |     |
| 21    | DEF   | Carlos Alberto Lugo |     |
| 26    | DEF   | Juan Carlos López   |     |
| 4     | MED   | Miguel Basulto      |     |
| 13    | MED   | Abraham Coronado    |     |
| 29    | MED   | Michael Pérez       |     |
| 9     | DEL   | Eder Pacheco        | 27' |
| 7     | DEL   | Mario Ortiz         | 72' |
| 8     | DEL   | Jorge Mora          | 56' |
| D. T. | D. T. | Joel Sánchez Ramos  |     |

| 27 | Delantero      | Ezequiel Orozco      | 62' |
| 13 | Centrocampista | Luis Felipe Gallegos | 69' |
| 14 | Delantero      | Kevin Chaurand       | 79' |

| 10 | Delantero      | Adolfo Bautista     | 27' |
| 24 | Centrocampista | Carlos Cisneros     | 56' |
| 27 | Delantero      | Julio César Morales | 72' |

| 65' | Jesús Isijara |

| 38' | Jorge Armando Mora |

| Expulsado | Abraham Coronado |

| Principal  | Fernando Hernández Gómez |
| Asistentes | Jose Francisco Barraza   |
|            | Jose Ibrahim Martínez    |
| Cuarto     | Jonathan Hernández       |

|                    |   |   |
| Tiros              | - | - |
| Tiros a puerta     | - | - |
| Faltas             | - | - |
| Saques de esquina  | - | - |
| Penaltis           | - | - |
| Fueras de juego    | - | - |
| Posesión del balón | % | % |

| Alineación inicial |

| 21    | POR   | Jesús Gallardo          |     |
| 2     | DEF   | Abraham Riestra         |     |
| 12    | DEF   | Carlos Ramos            |     |
| 4     | DEF   | Luis Padilla            |     |
| 22    | DEF   | Edgar Alaffita          | 69' |
| 30    | MED   | Carlos Hurtado          | 62' |
| 11    | MED   | Jesús Isijara           |     |
| 23    | MED   | José Joaquín Martínez   |     |
| 7     | MED   | Michel García           | 79' |
| 15    | MED   | Jorge Sánchez           |     |
| 9     | DEL   | Víctor Lojero           |     |
| D. T. | D. T. | Miguel de Jesús Fuentes |     |

| 23    | POR   | Miguel José Marín   |     |
| 3     | DEF   | César Saldivar      |     |
| 14    | DEF   | Luis Solorio        |     |
| 21    | DEF   | Carlos Alberto Lugo |     |
| 26    | DEF   | Juan Carlos López   |     |
| 4     | MED   | Miguel Basulto      |     |
| 13    | MED   | Abraham Coronado    |     |
| 29    | MED   | Michael Pérez       |     |
| 9     | DEL   | Eder Pacheco        | 27' |
| 7     | DEL   | Mario Ortiz         | 72' |
| 8     | DEL   | Jorge Mora          | 56' |
| D. T. | D. T. | Joel Sánchez Ramos  |     |

| 27 | Delantero      | Ezequiel Orozco      | 62' |
| 13 | Centrocampista | Luis Felipe Gallegos | 69' |
| 14 | Delantero      | Kevin Chaurand       | 79' |

| 10 | Delantero      | Adolfo Bautista     | 27' |
| 24 | Centrocampista | Carlos Cisneros     | 56' |
| 27 | Delantero      | Julio César Morales | 72' |

| 65' | Jesús Isijara |

| 38' | Jorge Armando Mora |

| Expulsado | Abraham Coronado |

| Principal  | Fernando Hernández Gómez |
| Asistentes | Jose Francisco Barraza   |
|            | Jose Ibrahim Martínez    |
| Cuarto     | Jonathan Hernández       |

|                    |   |   |
| Tiros              | - | - |
| Tiros a puerta     | - | - |
| Faltas             | - | - |
| Saques de esquina  | - | - |
| Penaltis           | - | - |
| Fueras de juego    | - | - |
| Posesión del balón | % | % |

| Alineación inicial |

| 21    | POR   | Jesús Gallardo          |     |
| 2     | DEF   | Abraham Riestra         |     |
| 12    | DEF   | Carlos Ramos            |     |
| 4     | DEF   | Luis Padilla            |     |
| 22    | DEF   | Edgar Alaffita          | 69' |
| 30    | MED   | Carlos Hurtado          | 62' |
| 11    | MED   | Jesús Isijara           |     |
| 23    | MED   | José Joaquín Martínez   |     |
| 7     | MED   | Michel García           | 79' |
| 15    | MED   | Jorge Sánchez           |     |
| 9     | DEL   | Víctor Lojero           |     |
| D. T. | D. T. | Miguel de Jesús Fuentes |     |

| 23    | POR   | Miguel José Marín   |     |
| 3     | DEF   | César Saldivar      |     |
| 14    | DEF   | Luis Solorio        |     |
| 21    | DEF   | Carlos Alberto Lugo |     |
| 26    | DEF   | Juan Carlos López   |     |
| 4     | MED   | Miguel Basulto      |     |
| 13    | MED   | Abraham Coronado    |     |
| 29    | MED   | Michael Pérez       |     |
| 9     | DEL   | Eder Pacheco        | 27' |
| 7     | DEL   | Mario Ortiz         | 72' |
| 8     | DEL   | Jorge Mora          | 56' |
| D. T. | D. T. | Joel Sánchez Ramos  |     |

| 27 | Delantero      | Ezequiel Orozco      | 62' |
| 13 | Centrocampista | Luis Felipe Gallegos | 69' |
| 14 | Delantero      | Kevin Chaurand       | 79' |

| 10 | Delantero      | Adolfo Bautista     | 27' |
| 24 | Centrocampista | Carlos Cisneros     | 56' |
| 27 | Delantero      | Julio César Morales | 72' |

| 65' | Jesús Isijara |

| 38' | Jorge Armando Mora |

| Expulsado | Abraham Coronado |

| Principal  | Fernando Hernández Gómez |
| Asistentes | Jose Francisco Barraza   |
|            | Jose Ibrahim Martínez    |
| Cuarto     | Jonathan Hernández       |

|                    |   |   |
| Tiros              | - | - |
| Tiros a puerta     | - | - |
| Faltas             | - | - |
| Saques de esquina  | - | - |
| Penaltis           | - | - |
| Fueras de juego    | - | - |
| Posesión del balón | % | % |

| Alineación inicial |

| 21    | POR   | Jesús Gallardo          |     |
| 2     | DEF   | Abraham Riestra         |     |
| 12    | DEF   | Carlos Ramos            |     |
| 4     | DEF   | Luis Padilla            |     |
| 22    | DEF   | Edgar Alaffita          | 69' |
| 30    | MED   | Carlos Hurtado          | 62' |
| 11    | MED   | Jesús Isijara           |     |
| 23    | MED   | José Joaquín Martínez   |     |
| 7     | MED   | Michel García           | 79' |
| 15    | MED   | Jorge Sánchez           |     |
| 9     | DEL   | Víctor Lojero           |     |
| D. T. | D. T. | Miguel de Jesús Fuentes |     |

| 23    | POR   | Miguel José Marín   |     |
| 3     | DEF   | César Saldivar      |     |
| 14    | DEF   | Luis Solorio        |     |
| 21    | DEF   | Carlos Alberto Lugo |     |
| 26    | DEF   | Juan Carlos López   |     |
| 4     | MED   | Miguel Basulto      |     |
| 13    | MED   | Abraham Coronado    |     |
| 29    | MED   | Michael Pérez       |     |
| 9     | DEL   | Eder Pacheco        | 27' |
| 7     | DEL   | Mario Ortiz         | 72' |
| 8     | DEL   | Jorge Mora          | 56' |
| D. T. | D. T. | Joel Sánchez Ramos  |     |

| 27 | Delantero      | Ezequiel Orozco      | 62' |
| 13 | Centrocampista | Luis Felipe Gallegos | 69' |
| 14 | Delantero      | Kevin Chaurand       | 79' |

| 10 | Delantero      | Adolfo Bautista     | 27' |
| 24 | Centrocampista | Carlos Cisneros     | 56' |
| 27 | Delantero      | Julio César Morales | 72' |

| 65' | Jesús Isijara |

| 38' | Jorge Armando Mora |

| Expulsado | Abraham Coronado |

| Principal  | Fernando Hernández Gómez |
| Asistentes | Jose Francisco Barraza   |
|            | Jose Ibrahim Martínez    |
| Cuarto     | Jonathan Hernández       |

|                    |   |   |
| Tiros              | - | - |
| Tiros a puerta     | - | - |
| Faltas             | - | - |
| Saques de esquina  | - | - |
| Penaltis           | - | - |
| Fueras de juego    | - | - |
| Posesión del balón | % | % |

| Alineación inicial |

#### Final - Vuelta
| 1     | POR   | Sergio Arias        |     |
| 14    | DEF   | Luis Solorio        |     |
| 26    | DEF   | Juan Carlos López   |     |
| 21    | DEF   | Carlos Alberto Lugo |     |
| 11    | DEF   | Raúl López Gómez    | 73' |
| 3     | DEF   | César Saldivar      |     |
| 29    | MED   | Michael Pérez       | 50' |
| 24    | MED   | Carlos Cisneros     |     |
| 4     | MED   | Miguel Basulto      |     |
| 10    | DEL   | Adolfo Bautista     | 65' |
| 7     | DEL   | Mario Ortíz         |     |
| D. T. | D. T. | Joel Sánchez        |     |

| 21    | POR   | Jesús Gallardo          |     |
| 12    | DEF   | Carlos Ramos            |     |
| 2     | DEF   | Abraham Riestra         |     |
| 4     | DEF   | Luis Padilla            |     |
| 17    | DEF   | Néstor Olguín           | 59' |
| 11    | MED   | Jesús Isijara           | 71' |
| 7     | MED   | Michel García           |     |
| 30    | MED   | Carlos Hurtado          | 63' |
| 15    | MED   | Jorge Sánchez           |     |
| 23    | MED   | José Joaquín Martínez   |     |
| 10    | DEL   | Victor Lojero           |     |
| D. T. | D. T. | Miguel de Jesús Fuentes |     |

| 8  | Centrocampista | Jorge Mora      | 50' |
| 28 | Centrocampista | Diego Hernández | 65' |
| 9  | Delantero      | Eder Pacheco    | 73' |

| 9  | Centrocampista | Jonatas Goncalves Silva | 59' |
| 18 | Centrocampista | Luis Felipe Gallegos    | 63' |
| 14 | Delantero      | Kevin Chaurand          | 71' |

| 35' · 39' · 66' · 121' | Raúl López Gómez Adolfo Bautista Diego Hernández Jorge Mora | 1:1 2:1 3:1 4:4 |

| 30' · 77' · 83' · 110' | Luis Padilla Jonatas Goncalves Silva Victor Lojero | 0:1 3:2 3:3 3:4 |

| Sí · Sí · Sí · Sí · No | Jorge Mora Eder Pacheco Mario Ortíz César Saldivar Miguel Basulto | 1:1 2:2 3:3 4:4 |

| Sí · Sí · Sí · Sí · Sí | Jorge Sánchez Luis Felipe Gallegos Jonatas Goncalves Silva Michael García Victor Lojero | 0:1 1:2 2:3 3:4 4:5 |

| 27' · 75' · 117' · 120' | César Saldivar Eder Pacheco Jorge Mora Carlos Cisneros |

| 23' · 117' | Néstor Olguín Victor Lojero |

| 37' · 120' | Carlos Ramos Abraham Riestra |

| Principal  | Marco Antonio Ortiz Nava      |
| Asistentes | Cesar Cerritos García         |
|            | José de Jesús Baños Caballero |
| Cuarto     | Diego Montaño Robles          |

|                    |   |   |
| Tiros              | 0 | 1 |
| Tiros a puerta     | 0 | 0 |
| Faltas             | 3 | 2 |
| Saques de esquina  | 0 | 3 |
| Penaltis           | 2 | 1 |
| Fueras de juego    | 0 | 1 |
| Posesión del balón | % | % |

| Alineación inicial |

| 1     | POR   | Sergio Arias        |     |
| 14    | DEF   | Luis Solorio        |     |
| 26    | DEF   | Juan Carlos López   |     |
| 21    | DEF   | Carlos Alberto Lugo |     |
| 11    | DEF   | Raúl López Gómez    | 73' |
| 3     | DEF   | César Saldivar      |     |
| 29    | MED   | Michael Pérez       | 50' |
| 24    | MED   | Carlos Cisneros     |     |
| 4     | MED   | Miguel Basulto      |     |
| 10    | DEL   | Adolfo Bautista     | 65' |
| 7     | DEL   | Mario Ortíz         |     |
| D. T. | D. T. | Joel Sánchez        |     |

| 21    | POR   | Jesús Gallardo          |     |
| 12    | DEF   | Carlos Ramos            |     |
| 2     | DEF   | Abraham Riestra         |     |
| 4     | DEF   | Luis Padilla            |     |
| 17    | DEF   | Néstor Olguín           | 59' |
| 11    | MED   | Jesús Isijara           | 71' |
| 7     | MED   | Michel García           |     |
| 30    | MED   | Carlos Hurtado          | 63' |
| 15    | MED   | Jorge Sánchez           |     |
| 23    | MED   | José Joaquín Martínez   |     |
| 10    | DEL   | Victor Lojero           |     |
| D. T. | D. T. | Miguel de Jesús Fuentes |     |

| 8  | Centrocampista | Jorge Mora      | 50' |
| 28 | Centrocampista | Diego Hernández | 65' |
| 9  | Delantero      | Eder Pacheco    | 73' |

| 9  | Centrocampista | Jonatas Goncalves Silva | 59' |
| 18 | Centrocampista | Luis Felipe Gallegos    | 63' |
| 14 | Delantero      | Kevin Chaurand          | 71' |

| 35' · 39' · 66' · 121' | Raúl López Gómez Adolfo Bautista Diego Hernández Jorge Mora | 1:1 2:1 3:1 4:4 |

| 30' · 77' · 83' · 110' | Luis Padilla Jonatas Goncalves Silva Victor Lojero | 0:1 3:2 3:3 3:4 |

| Sí · Sí · Sí · Sí · No | Jorge Mora Eder Pacheco Mario Ortíz César Saldivar Miguel Basulto | 1:1 2:2 3:3 4:4 |

| Sí · Sí · Sí · Sí · Sí | Jorge Sánchez Luis Felipe Gallegos Jonatas Goncalves Silva Michael García Victor Lojero | 0:1 1:2 2:3 3:4 4:5 |

| 27' · 75' · 117' · 120' | César Saldivar Eder Pacheco Jorge Mora Carlos Cisneros |

| 23' · 117' | Néstor Olguín Victor Lojero |

| 37' · 120' | Carlos Ramos Abraham Riestra |

| Principal  | Marco Antonio Ortiz Nava      |
| Asistentes | Cesar Cerritos García         |
|            | José de Jesús Baños Caballero |
| Cuarto     | Diego Montaño Robles          |

|                    |   |   |
| Tiros              | 0 | 1 |
| Tiros a puerta     | 0 | 0 |
| Faltas             | 3 | 2 |
| Saques de esquina  | 0 | 3 |
| Penaltis           | 2 | 1 |
| Fueras de juego    | 0 | 1 |
| Posesión del balón | % | % |

| Alineación inicial |

| 1     | POR   | Sergio Arias        |     |
| 14    | DEF   | Luis Solorio        |     |
| 26    | DEF   | Juan Carlos López   |     |
| 21    | DEF   | Carlos Alberto Lugo |     |
| 11    | DEF   | Raúl López Gómez    | 73' |
| 3     | DEF   | César Saldivar      |     |
| 29    | MED   | Michael Pérez       | 50' |
| 24    | MED   | Carlos Cisneros     |     |
| 4     | MED   | Miguel Basulto      |     |
| 10    | DEL   | Adolfo Bautista     | 65' |
| 7     | DEL   | Mario Ortíz         |     |
| D. T. | D. T. | Joel Sánchez        |     |

| 21    | POR   | Jesús Gallardo          |     |
| 12    | DEF   | Carlos Ramos            |     |
| 2     | DEF   | Abraham Riestra         |     |
| 4     | DEF   | Luis Padilla            |     |
| 17    | DEF   | Néstor Olguín           | 59' |
| 11    | MED   | Jesús Isijara           | 71' |
| 7     | MED   | Michel García           |     |
| 30    | MED   | Carlos Hurtado          | 63' |
| 15    | MED   | Jorge Sánchez           |     |
| 23    | MED   | José Joaquín Martínez   |     |
| 10    | DEL   | Victor Lojero           |     |
| D. T. | D. T. | Miguel de Jesús Fuentes |     |

| 8  | Centrocampista | Jorge Mora      | 50' |
| 28 | Centrocampista | Diego Hernández | 65' |
| 9  | Delantero      | Eder Pacheco    | 73' |

| 9  | Centrocampista | Jonatas Goncalves Silva | 59' |
| 18 | Centrocampista | Luis Felipe Gallegos    | 63' |
| 14 | Delantero      | Kevin Chaurand          | 71' |

| 35' · 39' · 66' · 121' | Raúl López Gómez Adolfo Bautista Diego Hernández Jorge Mora | 1:1 2:1 3:1 4:4 |

| 30' · 77' · 83' · 110' | Luis Padilla Jonatas Goncalves Silva Victor Lojero | 0:1 3:2 3:3 3:4 |

| Sí · Sí · Sí · Sí · No | Jorge Mora Eder Pacheco Mario Ortíz César Saldivar Miguel Basulto | 1:1 2:2 3:3 4:4 |

| Sí · Sí · Sí · Sí · Sí | Jorge Sánchez Luis Felipe Gallegos Jonatas Goncalves Silva Michael García Victor Lojero | 0:1 1:2 2:3 3:4 4:5 |

| 27' · 75' · 117' · 120' | César Saldivar Eder Pacheco Jorge Mora Carlos Cisneros |

| 23' · 117' | Néstor Olguín Victor Lojero |

| 37' · 120' | Carlos Ramos Abraham Riestra |

| Principal  | Marco Antonio Ortiz Nava      |
| Asistentes | Cesar Cerritos García         |
|            | José de Jesús Baños Caballero |
| Cuarto     | Diego Montaño Robles          |

|                    |   |   |
| Tiros              | 0 | 1 |
| Tiros a puerta     | 0 | 0 |
| Faltas             | 3 | 2 |
| Saques de esquina  | 0 | 3 |
| Penaltis           | 2 | 1 |
| Fueras de juego    | 0 | 1 |
| Posesión del balón | % | % |

| Alineación inicial |

| 1     | POR   | Sergio Arias        |     |
| 14    | DEF   | Luis Solorio        |     |
| 26    | DEF   | Juan Carlos López   |     |
| 21    | DEF   | Carlos Alberto Lugo |     |
| 11    | DEF   | Raúl López Gómez    | 73' |
| 3     | DEF   | César Saldivar      |     |
| 29    | MED   | Michael Pérez       | 50' |
| 24    | MED   | Carlos Cisneros     |     |
| 4     | MED   | Miguel Basulto      |     |
| 10    | DEL   | Adolfo Bautista     | 65' |
| 7     | DEL   | Mario Ortíz         |     |
| D. T. | D. T. | Joel Sánchez        |     |

| 21    | POR   | Jesús Gallardo          |     |
| 12    | DEF   | Carlos Ramos            |     |
| 2     | DEF   | Abraham Riestra         |     |
| 4     | DEF   | Luis Padilla            |     |
| 17    | DEF   | Néstor Olguín           | 59' |
| 11    | MED   | Jesús Isijara           | 71' |
| 7     | MED   | Michel García           |     |
| 30    | MED   | Carlos Hurtado          | 63' |
| 15    | MED   | Jorge Sánchez           |     |
| 23    | MED   | José Joaquín Martínez   |     |
| 10    | DEL   | Victor Lojero           |     |
| D. T. | D. T. | Miguel de Jesús Fuentes |     |

| 8  | Centrocampista | Jorge Mora      | 50' |
| 28 | Centrocampista | Diego Hernández | 65' |
| 9  | Delantero      | Eder Pacheco    | 73' |

| 9  | Centrocampista | Jonatas Goncalves Silva | 59' |
| 18 | Centrocampista | Luis Felipe Gallegos    | 63' |
| 14 | Delantero      | Kevin Chaurand          | 71' |

| 35' · 39' · 66' · 121' | Raúl López Gómez Adolfo Bautista Diego Hernández Jorge Mora | 1:1 2:1 3:1 4:4 |

| 30' · 77' · 83' · 110' | Luis Padilla Jonatas Goncalves Silva Victor Lojero | 0:1 3:2 3:3 3:4 |

| Sí · Sí · Sí · Sí · No | Jorge Mora Eder Pacheco Mario Ortíz César Saldivar Miguel Basulto | 1:1 2:2 3:3 4:4 |

| Sí · Sí · Sí · Sí · Sí | Jorge Sánchez Luis Felipe Gallegos Jonatas Goncalves Silva Michael García Victor Lojero | 0:1 1:2 2:3 3:4 4:5 |

| 27' · 75' · 117' · 120' | César Saldivar Eder Pacheco Jorge Mora Carlos Cisneros |

| 23' · 117' | Néstor Olguín Victor Lojero |

| 37' · 120' | Carlos Ramos Abraham Riestra |

| Principal  | Marco Antonio Ortiz Nava      |
| Asistentes | Cesar Cerritos García         |
|            | José de Jesús Baños Caballero |
| Cuarto     | Diego Montaño Robles          |

|                    |   |   |
| Tiros              | 0 | 1 |
| Tiros a puerta     | 0 | 0 |
| Faltas             | 3 | 2 |
| Saques de esquina  | 0 | 3 |
| Penaltis           | 2 | 1 |
| Fueras de juego    | 0 | 1 |
| Posesión del balón | % | % |

| Alineación inicial |

|                           |
| Necaxa Campeón 3º título. |

| Predecesor: Clausura 2014 | Temporadas de la Liga de Ascenso de México Apertura 2014 | Sucesor: Clausura 2015 |